# Alter Wirt (Forstenried)

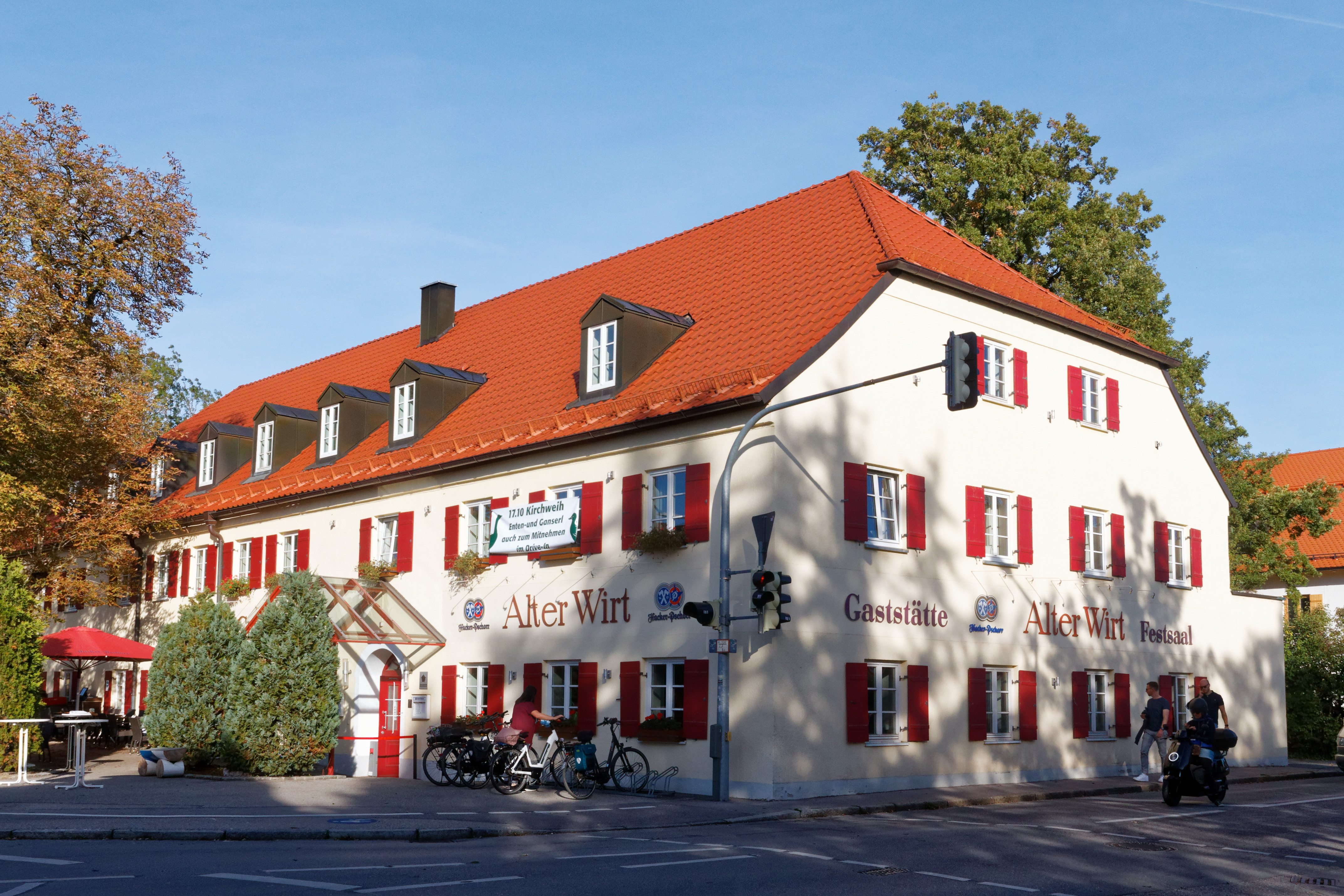
Gasthof Alter Wirt

Der Alte Wirt von Forstenried ist ein Gasthof in München. Das Gebäude ist als Baudenkmal in die Bayerische Denkmalliste eingetragen.

## Lage
Der Gasthof liegt im Münchner Stadtbezirk 19 Thalkirchen-Obersendling-Forstenried-Fürstenried-Solln im Ortskern von Forstenried an der Forstenrieder Allee direkt schräg gegenüber der Heilig-Kreuz-Kirche und des Forsthauses Forstenried. Es beherrscht die Hauptkreuzung in der Mitte des Dorfkerns. Gegenüber dem Gasthof liegt das Kriegerdenkmal auf der anderen Seite der Forstenrieder Allee. etwa 100 Meter südlich der Kreuzung lag der Gasthof Neuer Wirt, der spätere Gasthof zur Post.

## Geschichte
Ein Wirtsgut an der Stelle des heutigen Gasthofs hat eine lange historische Tradition. Das heutige Gebäude geht auf die Zeit um 1800 zurück und war neben dem Forsthaus eines der mächtigsten Anwesen des alten Dorfes. Das Gebäudeinnere wurde mehrmals verändert. 1996 wurde der Bau grundlegend saniert.

## Beschreibung
Der Gasthof ist ein zweigeschossiger Bau mit einem Halbwalmdach. Der rechteckige Grundriss ist etwa 37 Meter lang und 15 Meter breit. Die zur Forstenrieder Allee zeigende Längsseite hat dreizehn Fensterachsen, die Schmalseite an der Herterichstraße vier. Die Fenster haben Klappläden.